# テトラブロモエタン
テトラブロモエタン（英: Tetrabromoethane）は、ハロゲン化炭化水素の一種である。TBEとも略記される。
1つの炭素原子に3つの臭素原子が結合すると熱力学的に不安定になるため、1,1,1,2-テトラブロモエタンとはならず、2つの炭素原子に臭素原子が2つずつ結合する1,1,2,2-テトラブロモエタンの形をとる。
4つの臭素原子が結合することにより、3 g/mLと、有機化合物の中では高い密度を持つ。室温では液体で、その比重を生かし重液選鉱（比重選鉱の一種）に利用される。砂や石灰石、ドロマイトなどはテトラブロモエタンに浮き、閃亜鉛鉱、方鉛鉱や黄鉄鉱などは沈殿する。液相をとる温度範囲が比較的広いこと、および蒸気圧が低いことから、ブロモホルムの代用としても使用される。このほか、ワックスなどの溶媒、難燃剤、触媒などの用途もある。摂取により急性中毒を生じることが知られている。